# Dörrbirne

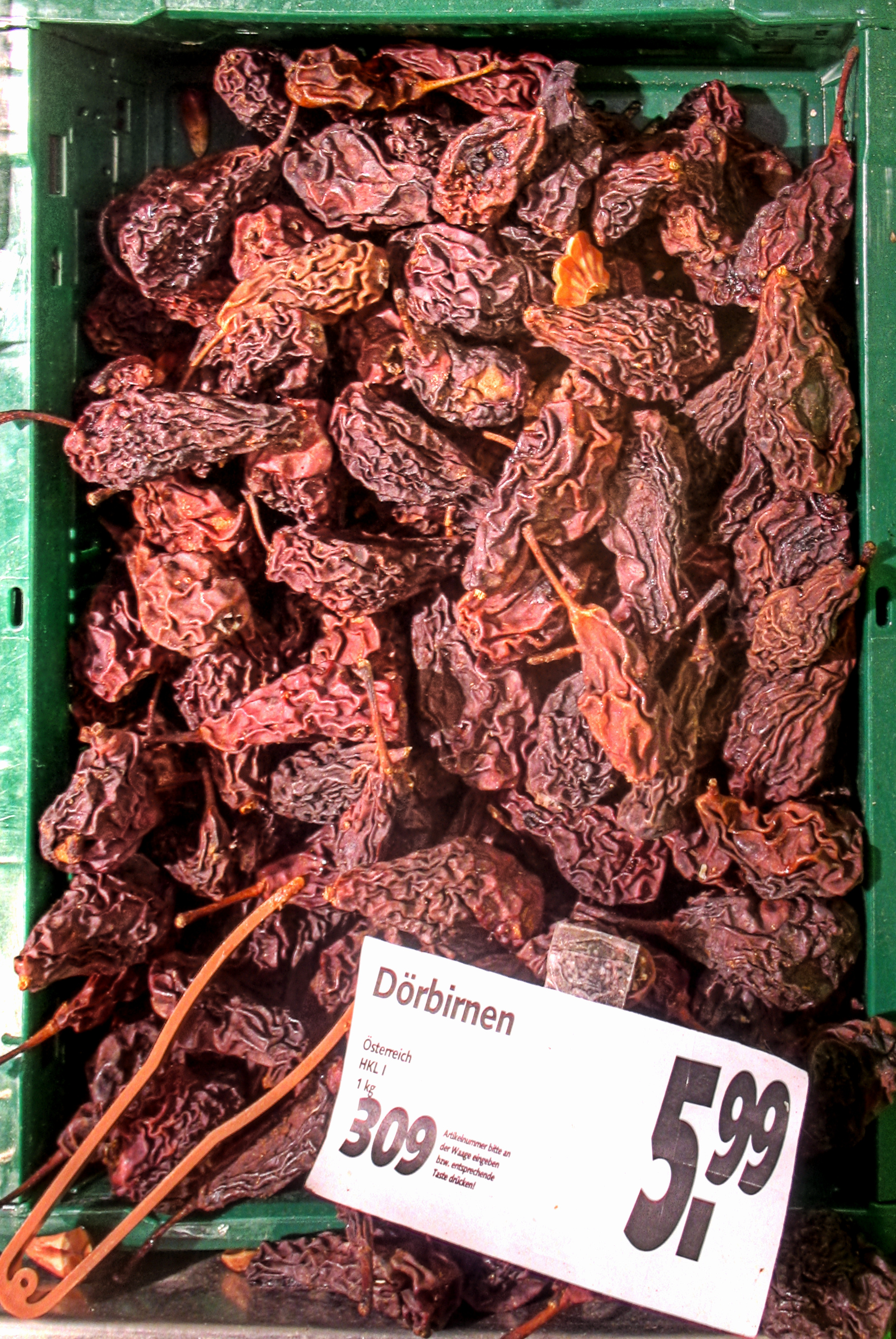
Dörrbirnen im Verkaufregal

Die Dörrbirne ist die getrocknete Birne als Dörrobst. Das Dörren dient speziell der Haltbarmachung (Konservierung).

## Regionale Begriffe
Die Kletze (bairisch-österreichisch, meist im Plural Kletzen), Hutze oder Hutzle (alemannisch) sind verbreitete Synonyme für die standarddeutsche Dörrbirne. Eine andere Bedeutung hat die „Hutze“ im kurpfälzischen Dialekt. Hier wird ein Kiefernzapfen so bezeichnet. Der Ursprung des Wortes „Kletze“ liegt im mittelhochdeutschen Wort klœzen „spalten“, da die Birnen zum Trocknen gespalten werden. „Hutze“ steht zu Hutzel, „etwas eingedorrtes, geschrumpftes“, vergleiche hutzelig „alt und runzlig“, sowie Hutzel, Dialektform für die Holzbirne (Pyrus pyraster).

## Verwendung
Die Dörrbirnen gibt es auch heute noch als speziell für den Zweck der Dörrobstherstellung gezüchtete Sorten, die, da sie eine alte Obstsorte der bäuerlichen Selbstversorgung ist, ohne besonderen eigenen Namen geführt werden. Sie zeichnen sich durch eine besonders stabile Schale und einen sehr hohen Zuckergehalt aus. Roh – bei der Ernte – sind sie meist von minderem Genuss. Allgemein werden für die Produktion spätreifende und süßere Birnensorten mit festem Fruchtfleisch bevorzugt, da diese eine höhere Ausbeute und bessere Qualität hervorbringen. Kletzen werden auch in einen Birnenbrand eingelegt, um einen intensiveren Birnengeschmack mit süßlichem Abgang zu erhalten, auch für Liköre werden Dörrbirnen verwendet.